# Ivan Lins

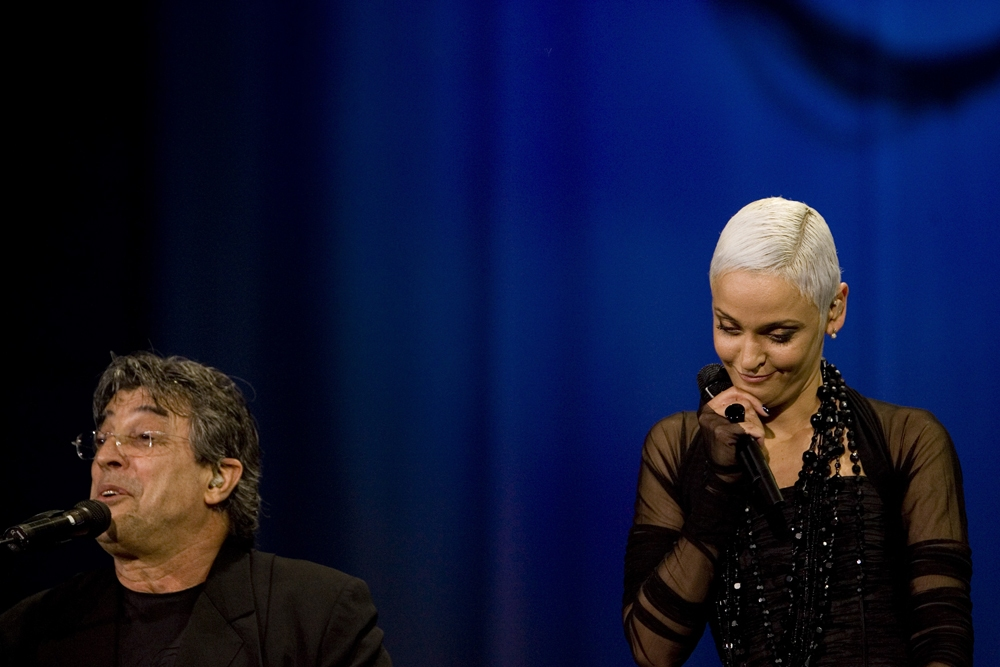
Ivan Lins y la cantante mozambiqueña Mariza en 2007.

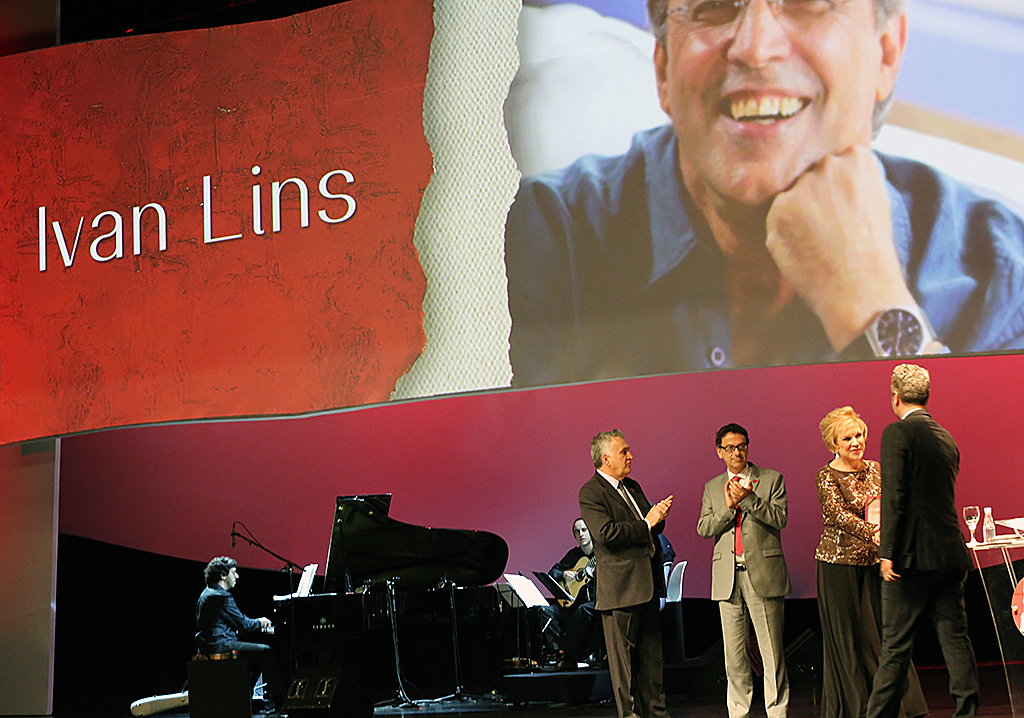
La Ministra de Cultura brasileña Marta Suplicy entrega a Lins la medalla de la Orden del Mérito Cultural en 2013.

Ivan Guimarães Lins (Río de Janeiro; 16 de junio de 1945) es un músico y compositor brasileño.

## Biografía y vida artística
Hijo del militar Geraldo Lins, fue muy influenciado por diversos géneros musicales como el jazz, el bossa nova y el soul.
Tiene como principal instrumento el piano, que toca desde los 18 años.
Estudió ingeniería química a fines de los años sesenta, cuando inició su carrera musical en festivales.
La canción O amor é o meu país (el amor es mi país), erróneamente calificada como ufanista, fue clasificada en segundo lugar consecutivo en el V Festival Internacional de la Canción.
Su primer éxito como compositor fue la canción «Madalena», grabada por Elis Regina.
Contratado por la compañía discográfica Forma/Philips (que posteriormente se transformó en Polygram hasta llegar al nombre actual Universal Music) por el entonces productor, el compositor Maurício Tapajós, graba tres discos para el sello:
Agora,
Deixa o trem seguir y
Quem sou eu?.
En esa época, compuso canciones con Ronaldo Monteiro de Souza, pero después tuvo a Vítor Martins como compañero más frecuente.
La primera composición juntos se dio en el cuarto LP, Modo livre, de la RCA (más tarde llamada BMG y hoy Sony BMG).
Esta empresa también lanzaría el siguiente disco, Chama acesa (llama encendida).
En esa misma década lanzó algunos discos que lo proyectarían en el ámbito nacional.
Tuvo muchos éxitos como cantante, con Abre alas, Somos todos iguais nesta noite y Começar de novo, todas en sociedad con Vítor Martins.
El mismo año en que fue compuesta, Simone grabó Começar de novo. Esta grabación fue utilizada como tema oficial de apertura de la telenovela Malu mulher, volviéndose un gran éxito de la época y en la historia de la MPB.
Lins sacó innumerables discos, muchos de ellos grandes éxitos.
En los años setenta, su obra tendió hacia la temática política.
A partir de la segunda mitad de los años ochenta comenzó a enfatizar su carrera internacional, principalmente en EE. UU., donde fue versionado por algunos astros de la música internacional, como George Benson, Ella Fitzgerald, Quincy Jones, Carmen MacRae, Barbra Streisand y Sarah Vaughan.
En 1991, con su amigo y compañero de trabajo Vítor Martins, fundó la compañía discográfica Velas.
Esa discográfica, totalmente nacional e independiente, fue sobre todo un espacio de promoción de los cantantes brasileros ya conocidos pero olvidados por las discográficas multinacionales y de los nuevos valores del cancionero popular.
Nombres como
Chico César,
Lenine,
Guinga
tuvieron un gran respaldo de la discográfica para poder iniciar sus carreras artísticas.
Esa discográfica también lanzó discos de nombres ya consagrados, como
Zizi Possi (el elogiadísimo Valsa brasileira),
Fátima Guedes (Coração de Louca, uno de los pioneros del sello, además de Grande tempo, Pra bom entendedor... y Muito intensa),
trabajos póstumos de Elis Regina (Elis Regina no Fino da Bossa, Elis Vive, Elis Regina ao vivo), y otros.
En 1995 grabó la canción Lembra de mim, tema de la novela Historia de amor, de Manoel Carlos, que tuvo un inmenso éxito.
Su composición más conocida internacionalmente es Love Dance (Lembrança), que ha sido versionada por diversos artistas, especialmente de jazz, como 
Kenny Burrell, Sarah Vaughan, Betty Carter, Nancy Wilson, Mark Murphy, George Benson, Diane Schuur, o James Blood Ulmer.
En 2005 ganó un premio Grammy "Álbum del año", y otro al "Mejor Álbum de Música Popular Brasileña" por su álbum Cantando Historias. En 2009 obtuvo otro Grammy al "Mejor Álbum de Música Popular Brasileña" por su álbum Regencia, Vince Mendoza. En 2013 ha recibido la medalla de la Orden del Mérito Cultural, de manos de la ministra da Cultura brasileña, Marta Suplicy.

## Discografía
- 1970: Agora, Philips/Forma
- 1971: Deixa o trem seguir, Philips/Forma
- 1972: Quem sou eu?, Philips
- 1974: Modo livre, Sony&BMG/ RCA Victor
- 1975: Chama acesa, Sony&BMG/ RCA Victor
- 1977: Somos todos iguais nesta noite, EMI
- 1978: Nos dias de hoje, EMI
- 1979: A noite, EMI
- 1980: Novo tempo, EMI
- 1981: Daquilo que eu sei, Philips/ Polygram
- 1983: Depois dos temporais, Philips/ Polygram
- 1984: Encuentro, en vivo con Luis Alberto Spinetta, Pedro Aznar, y León Gieco
- 1984: Juntos, Philips/ Polygram
- 1986: 1986, Philips/ Polygram
- 1987: Mãos, Philips/ Polygram
- 1988: Love dance, WEA
- 1988: Two brazilian knights and a lady, con Djavan y Patti Austin
- 1989: Amar assim, Philips/ Polygram
- 1991: 20 anos ao vivo, Som Livre
- 1993: Awa yiô, Velas
- 1994: Acervo especial
- 1994: A doce presença de Ivan Lins, Velas
- 1995: Anjo de mim, Velas
- 1996: Abre alas,  Iris Musique
- 1996: I'm Not Alone, Velas
- 1996: Ivan Lins e Chucho Valdés e Irakere, ao vivo em Cuba, Velas
- 1997: Os sucessos de novelas e séries
- 1997: Viva Noel, tributo a Noel Rosa, vol. 1 a 3, Velas
- 1999: Dois córregos, partes 1 e 2
- 1999: Live at MCG, Jazz MCG/Heads Up
- 1999: Um novo tempo, Abril Music
- 2000: A cor do pôr do sol, Abril Music
- 2001: Jobiniando, Abril Music
- 2002: A Quem Me Faz Feliz - Love songs, EMI
- 2003: Ensaio [TV Cultura]
- 2004: Cantando histórias (CD e DVD), en vivo, EMI
- 2006: Acariocando, EMI
- 2007: Saudades de casa (CD e DVD), Warner Music Brasil
- 2009: Regência: Victor Mendoza, con Metropole Orchestra
- 2010: Íntimo
- 2010: Perfil
- 2012: Amoragio,  Som Livre
- 2012: Intimate en español,  WEA Spain
- 2013: Cornucopía, Moosicus Records / Sunnyside

Ensaio no forma parte de la discografía de Ivan Lins, ya que no es un disco, sino un programa de la TV Cultura de cuya serie A música brasileira deste século por seu autóres e intérpretes, Ivan Lins fue uno de los enfocados.

## Colaboraciones
Se reseñan en este apartado las colaboraciones discográficas de Lins más destacadas en cuanto a repercusión internacional:
- 1985: Lee Ritenour y Dave Grusin: Harlequin, GRP
- 1992/3: Toots Thielemans: The Brasil Project, Vol. 1 y 2, Private Music
- 1996: Terence Blanchard: The heart speaks, Columbia
- 2000: Jason Miles: A love affair [The Music Of Ivan Lins], Telarc Distribution
- 2002: Romero Lubambo: Rio de Janeiro underground, Victor Records
- 2005: Lee Ritenour: Overtime, Concord Midline / Peak Records / Universal
- 2007: Jane Monheit: Surrender, Concord
- 2008: Mariza: Terra, Four Quarters Entertainment
- 2008: Eliane Elias: Bossa Nova Stories, Blue Note